# 白颊雀百灵
白颊雀百灵（学名：Eremopterix leucopareia），是百灵科雀百灵属的一种，分布于马拉维、肯尼亚、坦桑尼亚、赞比亚、布隆迪、刚果民主共和国和乌干达。全球活动范围约为748,000平方千米。该物种的保护状况被评为无危。
白颊雀百灵的平均体重约为14.5克。栖息地包括亚热带或热带的（低地）干草原和耕地。